# あずまボウル
あずまボウル（A-ZUMA BOWL）とは、関東大学アメリカンフットボール選手権のことである。関東大学選手権として第40回を迎えた2011年より現在の名称となった。関東学生リーグ1部AブロックとBブロックの優勝校が対戦する。勝者は全日本大学アメリカンフットボール選手権に出場し、パインボウルの勝者と甲子園ボウルの東日本代表の座を争う。

## 歴史
関東大学選手権は1970年度に関東学生リーグが1部2部制から5つの並列リーグに再編成されたことに伴い創設された。
年度別の関東大学選手権運営方式早見表
| 年度・回次                             | 大会愛称                                                              | 試合方式 |
| -------------------------------------- | --------------------------------------------------------------------- | --- |
| 1970年度（第1回） -1980年度（第11回）  | 愛称なし（1970年度-1979年度） 日産パルサーボウル（1980年度‐1994年度） | 予選リーグ終了時の5-6ブロックの上位入賞校による決勝トーナメント                                                                                          |
| 1981年度（第12回） -1994年度（第25回） | 愛称なし（1970年度-1979年度） 日産パルサーボウル（1980年度‐1994年度） | 1部予選リーグA・Bそれぞれのブロック優勝校によるプレーオフ                                                                                                |
| 1995年度（第26回） -2005年度（第36回） | 愛称なし（1995年度-1999年度） クラッシュボウル（2000年度-2010年度）   | 1部予選リーグA・Bそれぞれのブロックの上位2校・計4校による決勝トーナメント                                                                                |
| 2006年度（第37回） -2008年度（第39回） | 愛称なし（1995年度-1999年度） クラッシュボウル（2000年度-2010年度）   | 1部予選リーグA・Bそれぞれのブロック優勝校によるプレーオフ                                                                                                |
| 2009年度・2010年度                     | 愛称なし（1995年度-1999年度） クラッシュボウル（2000年度-2010年度）   | 関東学生選手権としては開催せず ※1部予選リーグA・Bそれぞれのブロック、並びに北海道・東北リーグのそれぞれの優勝校4校による東日本代表決定トーナメントを開催 |
| 2011年度（第40回） -2013年度（第42回） | あずまボウル（2011年度-2013年度）                                     | 1部予選リーグA・Bそれぞれのブロックの優勝校によるプレーオフ ※優勝校が北海道・東北リーグ優勝校で争う「パインボウル」の優勝校と東日本代表決定戦に進出      |

第1回（1970年）と第2回（1971年）は5校の優勝校によるトーナメント戦、第3回（1972年）から第8回（1977年）は並列リーグの上位校8校によるトーナメント戦、第9回（1978年）から第11回（1980年）はそのうちの1校と他地区の1校による予選を加えた方式で行われた。第11回（1980年）には日産自動車がスポンサーにつき小型自動車の名前をとった「パルサーボウル」という名称がついた。関東大学選手権と別にパルサーボウルにも大会回数が通算されている。それまで決勝の会場には駒沢オリンピック公園総合運動場陸上競技場が使用されていたが、当初は横浜スタジアム、次いで1988年から東京ドームが使用されるようになった。
第12回（1981年、第2回パルサーボウル）からはリーグの再統合による1部リーグの並列化に伴い、予選リーグ終了時の1部Aブロック優勝校と1部Bブロック優勝校による対戦1試合に変更された。日産自動車のスポンサードは第25回（1994年、第15回パルサーボウル）で終了し、第26回（1995年）は別称なしで行われ、方式も1部A・Bブロックの各2位までの4校によるトーナメント戦に変更された。第26回は決勝で東京ドームを使用したものの関東圏でのアメフト人気衰退からの運営費難などもあり第27回（1996年）からは川崎球場を使用した。
第31回（2000年）には新たな名称が公募され、「堅いものどうしが激しくぶつかり合う」という意味の「clash」から「クラッシュボウル」という名称が採用された。しかし日本語の読みでは衝突事故やハードディスクの故障を表す「crush」と変わらず、パソコン業界や航空業界に広告の依頼を断られることが多かったという。また決勝の会場もさいたまスーパーアリーナに変更され、第34回（2003年、第4回クラッシュボウル）からは味の素スタジアムになった。
第37回（2006年、第7回クラッシュボウル）には再び出場校が現行方式に戻った。2009年には甲子園ボウルの出場校が全国の大学を対象にすることになったために関東大学選手権は休止され、全日本大学選手権の東日本代表校決定戦としてクラッシュボウルが開催されることになった。クラッシュボウル準決勝戦で関東1部A・Bブロックの優勝校と北海道と東北の1部優勝校が対戦する方式となり、日本学生協会の主催、関東学生連盟の主管になった。2011年には関東大学選手権が再開され、第40回関東大学選手権・第1回あずまボウルとして横浜スタジアムで開催された。なお関東学生リーグの再編に伴い、2013年大会を以って現行方式での同大会は廃止され、今後東日本代表決定戦へは実質的な新1部リーグ「TOP8」で優勝した大学に出場権が与えられる。

## 過去の結果

### 2013年度
第3回あずまボウル（2013年度）の試合結果は以下の通り。日本大学フェニックスが勝利し、東日本代表校決定戦の出場を決めた。
関東大学選手権あずまボウル（2013年11月24日（日）13:00〜15:33、横浜スタジアム、天候晴れ、気温15.5度、観衆13,200人）
|  | 学校名                                      | 1Q | 2Q | 3Q | 4Q | 計 |
|  | ------------------------------------------- | -- | -- | -- | -- | -- |
|  | 法政大学トマホークス （関東1部リーグA優勝） | 3  | 0  | 3  | 0  | 6  |
|  | 日本大学フェニックス （関東1部リーグB優勝） | 7  | 3  | 0  | 3  | 13 |

### 2012年度
第2回あずまボウル（2012年度）の試合結果は以下の通り。法政大学トマホークスが勝利し、東日本代表校決定戦への出場を決めた。
関東大学選手権あずまボウル（2012年11月25日（日）13:00〜15:43、横浜スタジアム、天候晴れ、気温11度、観衆13,863人）
|  | 学校名                                      | 1Q | 2Q | 3Q | 4Q | 計 |
|  | ------------------------------------------- | -- | -- | -- | -- | -- |
|  | 日本大学フェニックス （関東1部リーグA優勝） | 3  | 10 | 3  | 6  | 22 |
|  | 法政大学トマホークス （関東1部リーグB優勝） | 3  | 14 | 0  | 6  | 23 |

### 2011年度
第1回あずまボウル（2011年度）の試合結果は以下の通り。日本大学フェニックスが勝利し、東日本代表校決定戦への出場を決めた。
関東大学選手権あずまボウル（2011年11月27日（日）13:30〜16:10、横浜スタジアム、天候晴れ、気温13度、観衆13,838人）
|  | 学校名                                      | 1Q | 2Q | 3Q | 4Q | 計 |
|  | ------------------------------------------- | -- | -- | -- | -- | -- |
|  | 日本大学フェニックス （関東1部リーグA優勝） | 10 | 3  | 0  | 14 | 27 |
|  | 法政大学トマホークス （関東1部リーグB優勝） | 0  | 17 | 0  | 0  | 17 |

### 2010年度（クラッシュボウル）
第11回クラッシュボウル（2010年度）の試合結果は以下の通り。早稲田大学ビッグベアーズが8年ぶり2度目の甲子園ボウル出場を決めた。
東日本代表校準決勝戦第1試合（2010年11月21日（日）11:00〜13:12、川崎球場、天候曇り、気温17.7度、観衆1,249人）
|  | 学校名                                      | 1Q | 2Q | 3Q | 4Q | 計 |
|  | ------------------------------------------- | -- | -- | -- | -- | -- |
|  | 法政大学トマホークス （関東1部リーグA優勝） | 14 | 7  | 16 | 14 | 51 |
|  | 東北大学ホーネッツ （東北1部リーグ優勝）    | 7  | 3  | 0  | 6  | 16 |

東日本代表校準決勝戦第2試合（2010年11月21日（日）13:45〜15:58、川崎球場、天候曇り、気温12.5度、観衆814人）
|  | 学校名                                           | 1Q | 2Q | 3Q | 4Q | 計 |
|  | ------------------------------------------------ | -- | -- | -- | -- | -- |
|  | 早稲田大学ビッグベアーズ （関東1部リーグB優勝）  | 14 | 21 | 14 | 7  | 56 |
|  | 小樽商科大学トマホークス （北海道1部リーグ優勝） | 7  | 0  | 6  | 0  | 13 |

東日本代表校決定戦（2010年12月5日（日）13:00〜15:56、東京スタジアム（通称・味の素スタジアム）、天候晴れ、気温17度、観衆13,522人）
|  | 学校名                                           | 1Q | 2Q | 3Q | 4Q | 計 |
|  | ------------------------------------------------ | -- | -- | -- | -- | -- |
|  | 法政大学トマホークス （準決勝戦第1試合勝者）     | 7  | 7  | 0  | 14 | 28 |
|  | 早稲田大学ビッグベアーズ （準決勝戦第2試合勝者） | 3  | 14 | 7  | 14 | 38 |

### 2009年度（クラッシュボウル）
第10回クラッシュボウル（2009年度）の試合結果は以下の通り。法政大学トマホークスが2年連続16度目の甲子園ボウル出場を決めた。
東日本代表校準決勝戦第1試合（2009年11月15日（日）10:30〜12:47、駒沢陸上競技場、天候晴れ、気温20.5度、観衆1,300人）
|  | 学校名                                           | 1Q | 2Q | 3Q | 4Q | 計 |
|  | ------------------------------------------------ | -- | -- | -- | -- | -- |
|  | 法政大学トマホークス （関東1部リーグA優勝）      | 21 | 20 | 9  | 7  | 57 |
|  | 小樽商科大学トマホークス （北海道1部リーグ優勝） | 7  | 3  | 3  | 0  | 13 |

東日本代表校準決勝戦第2試合（2009年11月15日（日）13:20〜15:20、駒沢陸上競技場、天候晴れ、気温21.0度、観衆1,150人）
|  | 学校名                                             | 1Q | 2Q | 3Q | 4Q | 計 |
|  | -------------------------------------------------- | -- | -- | -- | -- | -- |
|  | 早稲田大学ビッグベアーズ （関東1部リーグB優勝）    | 21 | 21 | 10 | 7  | 59 |
|  | 仙台大学シルバーファルコンズ （東北1部リーグ優勝） | 0  | 6  | 0  | 6  | 12 |

東日本代表校決定戦（2009年11月29日（日）13:00〜15:50、味の素スタジアム、天候曇り、気温12.5度、観衆12,500人）
|  | 学校名                                           | 1Q | 2Q | 3Q | 4Q | 計 |
|  | ------------------------------------------------ | -- | -- | -- | -- | -- |
|  | 法政大学トマホークス （準決勝戦第1試合勝者）     | 14 | 7  | 7  | 10 | 38 |
|  | 早稲田大学ビッグベアーズ （準決勝戦第2試合勝者） | 0  | 0  | 3  | 8  | 11 |